# 中村善也
中村 善也（なかむら ぜんや、1925年3月2日 - 1985年4月5日）は、日本の西洋古典学者。

## 経歴
1925年、福井県で生まれた。京都大学文学部で学び、1949年に卒業。
卒業後は西京大学で教鞭を執った。1959年に西京大学は京都府立大学となったため、以降京都府立大学助教授。後に教授昇進。1985年、在職中に死去した。

## 研究内容・業績
専門は西洋古典学。ギリシア関係ではホメロスの叙事詩、ローマ関係ではキケロの『法律論』など多数の作品を翻訳した。

## 著作
著書
- 『ギリシア悲劇入門』岩波新書 1974
  - 岩波同時代ライブラリー 1994
- 『ギリシア悲劇研究』岩波書店 1987

共編著
- 『西洋文学を学ぶ人のために』世界思想社 1973
- 『ギリシア・ローマの神と人間』共編、東海大学出版会 1979
- 『ギリシア神話』中務哲郎共著、岩波ジュニア新書 1981
  - 改版 2011年

訳書
- エウリピデス「メデイア」
  - 全集組入 『ギリシア・ローマ古典劇集』(世界文學大系 2) 筑摩書房 1959
  - 新版 『ギリシア・ローマ劇集』(筑摩世界文学大系 4) 1972
  - 文庫化『ギリシア悲劇 Ⅲ エウリピデス 上』 ちくま文庫 1986
- エウリピデス「ヘレネ、キュクロプス、メデイア」
  - 全集組入 『エウリピデス』(世界古典文学全集 9) 筑摩書房1965
  - 新版『ギリシア悲劇 Ⅳ エウリピデス 下』ちくま文庫 1986
- エウリピデス「レーソス」『ギリシア悲劇全集』第3巻 人文書院 1960
- メナンドロス「髪を切られる女 サモスの女」『ギリシア喜劇全集』第2巻 人文書院 1961
- アイスキュロス「アガメムノン」田中美知太郎編、新潮社(ギリシア劇集) 1963
- デモステネス『ギリシア思想家集』(世界文学大系 63) 田中美知太郎共訳、筑摩書房 1965
- キケロ『法律について』(世界の名著 13)中央公論社 1968
- E・R・クルツィウス「ヨーロッパ文学とラテン中世」南大路振一・岸本通夫共訳、みすず書房 1971
  - 新版 1982年
- セネカ「恋のパエドラ」(世界文学全集 2) 講談社 1978
- エウリピデス「イオン」(世界文学全集 2) 講談社 1978
- オウィディウス『変身物語』(全2巻) 岩波文庫 1981-1984
  - ワイド版 2009年

## 参考
- 「ギリシア悲劇入門」著者紹介